# エイドリアン・トーマス
エイドリアン・トーマス（Adrian Thomas、1987年4月30日 - ）は、アメリカ合衆国出身のバスケットボール選手である。ポジションはフォワード。

## 来歴
マイアミ大学に進学した彼は、1年次の2005-2006シーズンには23試合に出場、1試合あたり5.0分の出場で、平均1.1得点、0.8リバウンドをあげた。2年次の2006-2007シーズンにはシーズン絶望となる怪我のため、4試合の出場にとどまった。2年次として再び出場した2007-2008シーズンにはACLを断裂し、4試合の出場にとどまった。2008-2009シーズン、全32試合に出場し、平均5.1得点、2.3リバウンドと成績を向上させた。2009-2010シーズン、33試合に出場し平均7.3得点、2.7リバウンドをあげ、アトランティック・コースト・カンファレンストップの3ポイントシュート成功率42.1%を記録した。2010-2011シーズンには先発11試合を含む全36試合に出場し、平均9.1得点、3.7リバウンド、1試合あたり2.6本の3ポイントシュートを成功させた。6シーズンで大学通算歴代2位となる132試合に出場した。
マイアミ大学を卒業後はNBADLのベイカーズフィールド・ジャムでプレーした。2012年10月、浜松・東三河フェニックスと契約を結んだ。同年11月4日の 宮崎シャイニングサンズ戦で13本の3ポイントシュートを成功、それまでのbjリーグ記録、大口真洋の10本を更新した。しかし12月5日、浜松はトーマスとの契約を解除した。
2013年ベイカーズフィールド・ジャムに復帰し、30試合に出場した。その後同年、島根スサノオマジックと契約を結び、2013-14シーズン終了まで在籍。